# Graciliano Aristides do Prado Pimentel
Graciliano Aristides do Prado Pimentel (1840 — 1899) foi um político brasileiro.
Foi presidente das província de Alagoas, de 22 de maio a 27 de julho de 1868, Maranhão, de 17 de maio a 11 de novembro de 1878, e de Minas Gerais, de 22 de janeiro a 24 de abril de 1880.